# Cultura de Zimbabue
Zimbabue posee diferentes culturas que poseen distintas creencias y ceremonias, siendo el grupo étnico Shona el más grande e influyente en el país. La gente shona posee muchas esculturas y tallados de dioses (ídolos) que son hechos con los más finos materiales posibles.

## Artes
Las artes tradicionales de Zimbabue incluyen la alfarería, cestería, textilería, joyería y escultura. Entre las cualidades distintivas están las cestas y banquillos tallados a partir de una sola pieza de madera. La escultura de la etnia shona en esencia ha sido una fusión de las tradiciones africanas con las influencias europeas. Además, un tema recurrente en el arte zimbabuense es la metamorfosis de los humanos en bestias.
Entre los miembros de la comunidad minoritaria blanca, el teatro tiene muchos seguidores, con diversas compañías teatrales presentándose en las áreas urbanas de Zimbabue.
Si bien el arte del país es admirado por aquellos que saben de su existencia, varios artistas zimbabuenses han logrado acaparar la audiencia mundial, como por ejemplo los escultores Nicholas, Nesbert y Anderson Mukomberanwa, Tapfuma Gutsa, Henry Muyradzi y Locardia Ndandarika. Los escultores zimbabuenses reconocidos internacionalmente han generado influencia sobre una nueva generación de artistas, especialmente afroamericanos, los cuales han podido aprender de maestros escultores en Zimbabue.

## Religión
Entre el 40 y el 45% de los zimbabuenses concurre a iglesias cristianas. Sin embargo, y al igual que en la mayoría de las excolonias europeas, el cristianismo a menudo convive con las creencias indígenas. Aparte del cristianismo, el culto Mwari es la religión no cristiana más practicada en Zimbabue, la cual involucra el culto a los ancestros y la intercesión espiritual. Mwari es un ser supremo desconocido que se comunica con los humanos a través de un oráculo ubicado en una caverna, conocida como la Voz de Mwari.

## Lenguas
El inglés es el idioma oficial de Zimbabue aunque solo el 2% de la población lo considera su idioma nativo, principalmente las minorías blancas y de mestizos. El resto de la población habla los idiomas bantúes como el Shona (76%) y el Ndebele (18%). El shona posee una rica tradición oral, la cual fue traspasada a la primera novela escrita en idioma shona, Feso de Solomon Mutswairo, publicada en 1957. El inglés es hablado principalmente en las ciudades, no así en las áreas rurales.

## Alimentación
Al igual que en muchos de los países africanos, la mayoría de los zimbabuenses dependen de comidas básicas o aquellas abundantes en fibra. La harina de maíz es utilizada para preparar "bota", un potaje compuesto por la mezcla de harina de maíz con agua, con tal de generar una pasta viscosa. A menudo es sazonado con mantequilla de maní, leche o margarina. El "bota" se consume principalmente al desayuno.
La harina de maíz también se utiliza para hacer sadza, la cual usualmente se consume en el almuerzo y la cena. El proceso de fabricación del "sadza" es similar al de la "bota", sin embargo después de que la pasta ha sido cocinada por varios minutos, se le agrega más harina de maíz para endurecer la pasta. Esta comida a menudo se sirve con vegetales frescos o secos (esta última variante conocida como mufushwa), o también con granos o carne. El sadza también es consumido a menudo con leche cuajada (comúnmente conocida como lacto o mukaka wakakora). En ocasiones especiales el arroz y pollo con ensalada de col picada se sirve como comida principal. Las graduaciones, matrimonios y otras celebraciones familiares usualmente son celebradas con la barbacoa de una vaca o cordero para festejar a la familia.
Desde que Zimbabue era una colonia británica, su población ha adoptado algunos hábitos ingleses. Por ejemplo, la mayoría de la gente come potajes en la mañana, pero aún toman el té de las 10 de la mañana (té de mediodía). Almuerzan al mediodía, siendo esta comida preparada la noche anterior, aunque también se consume sadza cocinado recientemente, o emparedados (lo cual es más común en las ciudades). Después del almuerzo, usualmente se toma el té de las 4 de la tarde, antes de la cena.

## Deporte
El fútbol es el deporte más popular en Zimbabue, a pesar de que el rugby y el críquet también tiene muchos seguidores dentro de la minoría blanca. Zimbabue ha ganado ocho medallas olímpicas, una en hockey sobre césped en los Juegos Olímpicos de 1980 en Moscú, y siete en natación en los Juegos Olímpicos de 2004 y 2008.